# Ptilodactyla pallida
Ptilodactyla pallida là một loài bọ cánh cứng trong họ Ptilodactylidae. Loài này được Steinheil miêu tả khoa học năm 1874.